# Lissodendoryx basispinosa
Lissodendoryx basispinosa är en svampdjursart som beskrevs av Sarà 1958. Lissodendoryx basispinosa ingår i släktet Lissodendoryx och familjen Coelosphaeridae.
Artens utbredningsområde är Italien. Inga underarter finns listade i Catalogue of Life.